# Фрањо Кнебл
Фрањо Кнебл (Вилснице, код Дјечина, 25. јул 1915 — Загреб, 3. фебруар 2006) био је учесник Народноослободилачке борбе, генерал-мајор ЈНА, друштвено-политички радник СФР Југославије и СР Хрватске и народни херој Југославије.

## Биографија
Рођен је 25. јула 1915. године у месту Вилснице, код Дјечина у тадашњој Аустроугарској, а данашњој Чешкој. Његов отац Матија био је радник који је, у потрази за послом, стигао у Сисак. У овом граду Фрањо је завршио основну школу, 1926, а гимназију 1934. године. После тога, уписао се у Загребу на Пољопривредно-шумарски факултет и завршио га 1940. године.
У току студија, путујући сваког дана возом из Сиска у Загреб, укључио се у револуционарни студентски покрет и учествовао у многим акцијама студената Загребачког свеучилишта. У Сиску је 1935. године примљен у Савез комунистичке омладине Југославије (СКОЈ), а убрзо потом и у чланство Комунистичке партије Југославије (КПЈ). У периоду од 1935. до 1940. године, политички је радио са омладином Сиска, а поготово са студентима из Сиска који су се школовали у Загребу. Био је председник Удружења сисачких академичара, а када је овој организацији био забрањен рад био је ухапшен. Политички је деловао и у новоформираном Сисачком академском клубу „Анте Радић“, у којем се окупљала левичарски оријентисана омладина.
После окупације Краљевине Југославије, 1941. године, изабран је за члана Војног комитета, који је партијска организација Сиска формирала за припрему оружаног устанка. На дан напада Сила Осовине на Совјетски Савез, 22. јуна 1941. године, био је ухапшен. У затвору је провео двадесетак дана, али је потом услед недостатка доказа пуштен. Одмах по изласку из затвора, прешао је у илегалу, а потом се 20. јула 1941. године пребацио у Сисачки партизански одред, који се налазио у околини Сиска. Најпре је био борац, а потом је постао десетар, истакавши се у акцијама Одреда.
Како се устанак ширио и стварали нови партизански одреди, руководство Комунистичке партије Хрватске га је, као искусног партијског радника, слало на важније и одговорније политичке функције. Најпре је био на Банији, а затим у Мославини, Славонији и у Жумберку, и у другим подручјима Хрватске. У току Народноослободилачког рата (НОР) обављао је дужности политичког комесара чете у Банијском партизанском одреду, политички комесар Мославичког партизанског одреда, заменик политичког комесара Седамнаесте банијске ударне бригаде и секретар партијског комитета Дванаесте славонске дивизије, заменик политичког комесара Шеснаесте омладинске бригаде, вршилац дужности политичког комесара Дванаесте славонске дивизије, политички комесар Жумберачко-посавског сектора и политички комесар 34. хрватске ударне дивизије. Истовремено с овим војним дужностима, био је и секретар Котарског комитета КПХ за Двор, и затим Котарског комитета КПХ за Сисак, и члан Окружног комитета КПХ за Банију и члан Бироа Окружног комитета КПХ за Чазму.
После ослобођења Југославије, остао је у Југославенској армији, вршећи одговорне дужности. Био је политички комесар Осме армије у Скопљу, члан Опуномоћства ЦК КПЈ за ЈНА, начелник у Главној политичкој управи ЈНА, војни аташе Федеративне Народне Републике Југославије у Сједињеним Америчким Државама, командант Шесте личке пролетерске дивизије. Године 1959. је демобилисан у чину генерал-мајора ЈНА, који је добио још 1950. године. После напуштања Југословенске народне армије (ЈНА), постао је секретар за шумарство Извршног већа Социјалистичке Републике Хрватске. Био је члан Централног комитета Савеза комуниста Хрватске у три сазива, амбасадор СФРЈ у Индонезији, савезни народни посланик у два сазива, члан Извршног одбора Главног одбора Социјалистичког савеза радног народа Хрватске и др.
Умро је 3. фебруара 2006. године у Загребу и сахрањен је у Гробници народних хероја на Мирогоју.
Носилац је Партизанске споменице 1941. и других југословенских одликовања. Орденом народног хероја одликован је 23. јула 1952. године.